# Taula harmònica

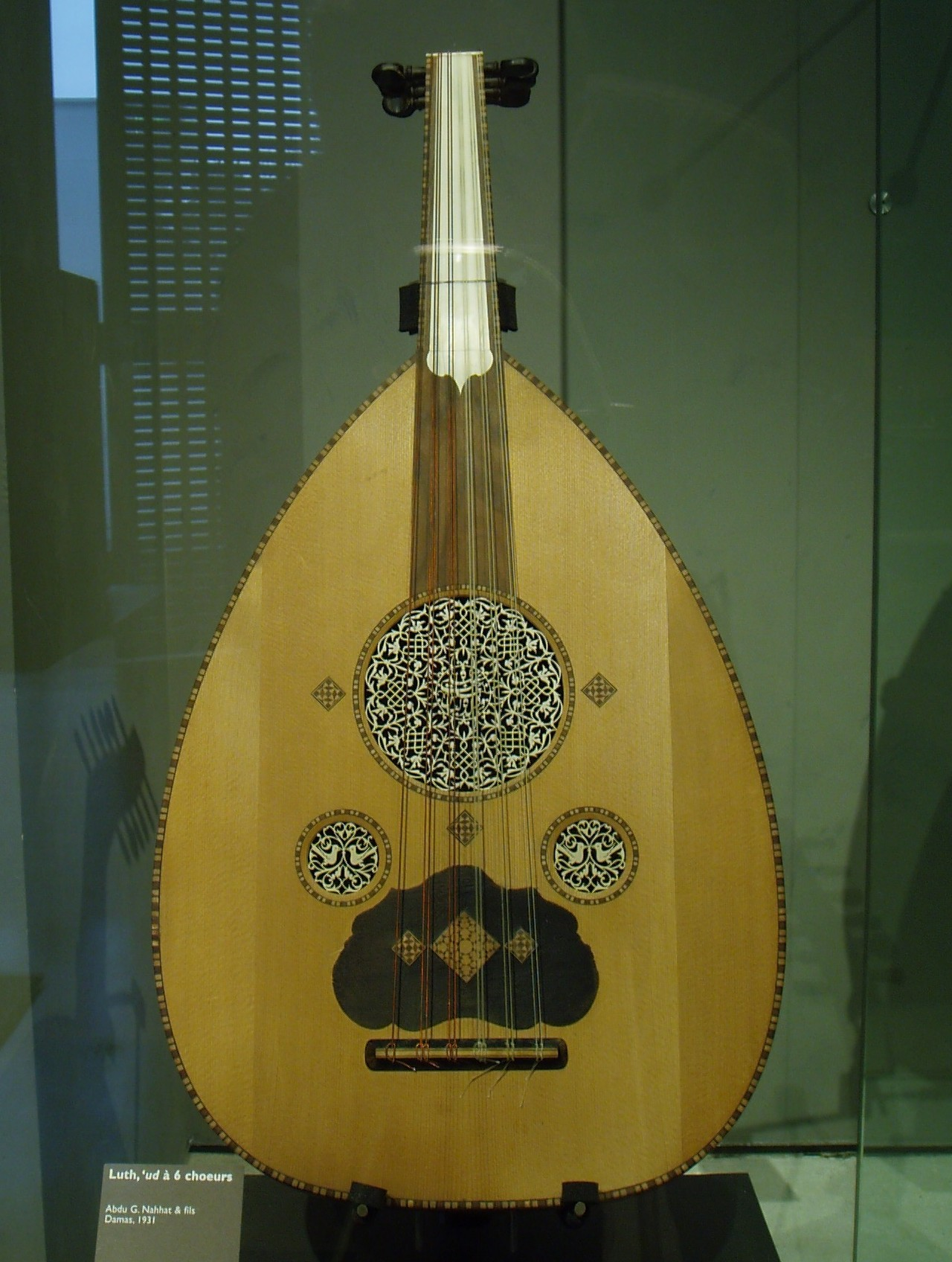
Taula harmònica d'un ud, amb tres rosetes decorades i altre treball de marqueteria

La taula harmònica és aquella superfície que -en els instruments cordòfons- rep l'energia de vibració de les cordes i la transmet a l'aire, augmentant la sonoritat de l'instrument (cal recordar que hi ha instruments amb una corda única). La majoria dels instruments esmentats disposa d'una caixa de ressonància, destinada a reforçar l'emissió del so.
També en la majoria d'instruments, la taula harmònica és de fusta, però també pot ser de pell -especialment en instruments tradicionals, de materials sintètics o de planxes metàl·liques en alguns casos concrets.

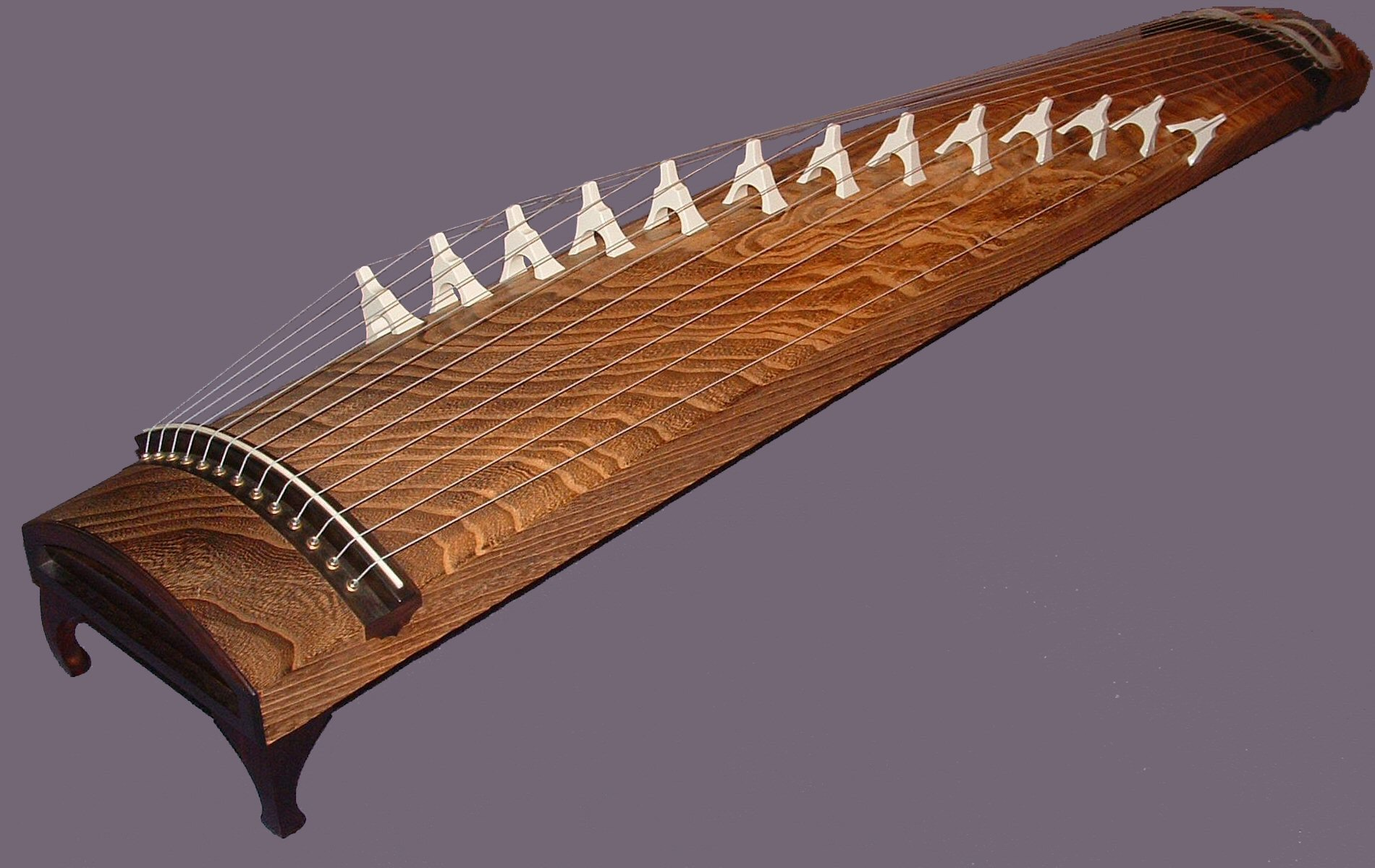
Koto, amb la taula harmònica corbada i un pont mòbil per a cada corda

## Funció
La funció de la taula harmònica és augmentar la sonoritat de l'intrument. Una corda tensada, quan vibra sola (un cop pinçada, fregada o colpejada) només transmet a l'aire una energia molt petita. Perquè la superfície de la corda és molt petita.
Quan la corda s'uneix a la taula harmònica, la superfície d'aquesta darrera, forçada a vibrar a la mateixa freqüència que la corda, transmet a l'aire una energia sonora molt més gran. D'altra banda, aquesta energia sonora està més concentrada en el temps. Una corda sola vibra més estona que una corda unida a una taula harmònica.

## Transmissió de les vibracions
La vibració es transmet de maneres diverses, segons la tipologia dels instruments. Pot ser a través d'un o més ponts (el violí seria un exemple d'un instrument amb un sol punt, el koto seria un exemple d'un instrument amb un pont per a cada corda). També la guitarra transmet les vibracions mitjançant un pont. En els ponts d'un piano, cada corda reposa sobre dos pius o clavilles.

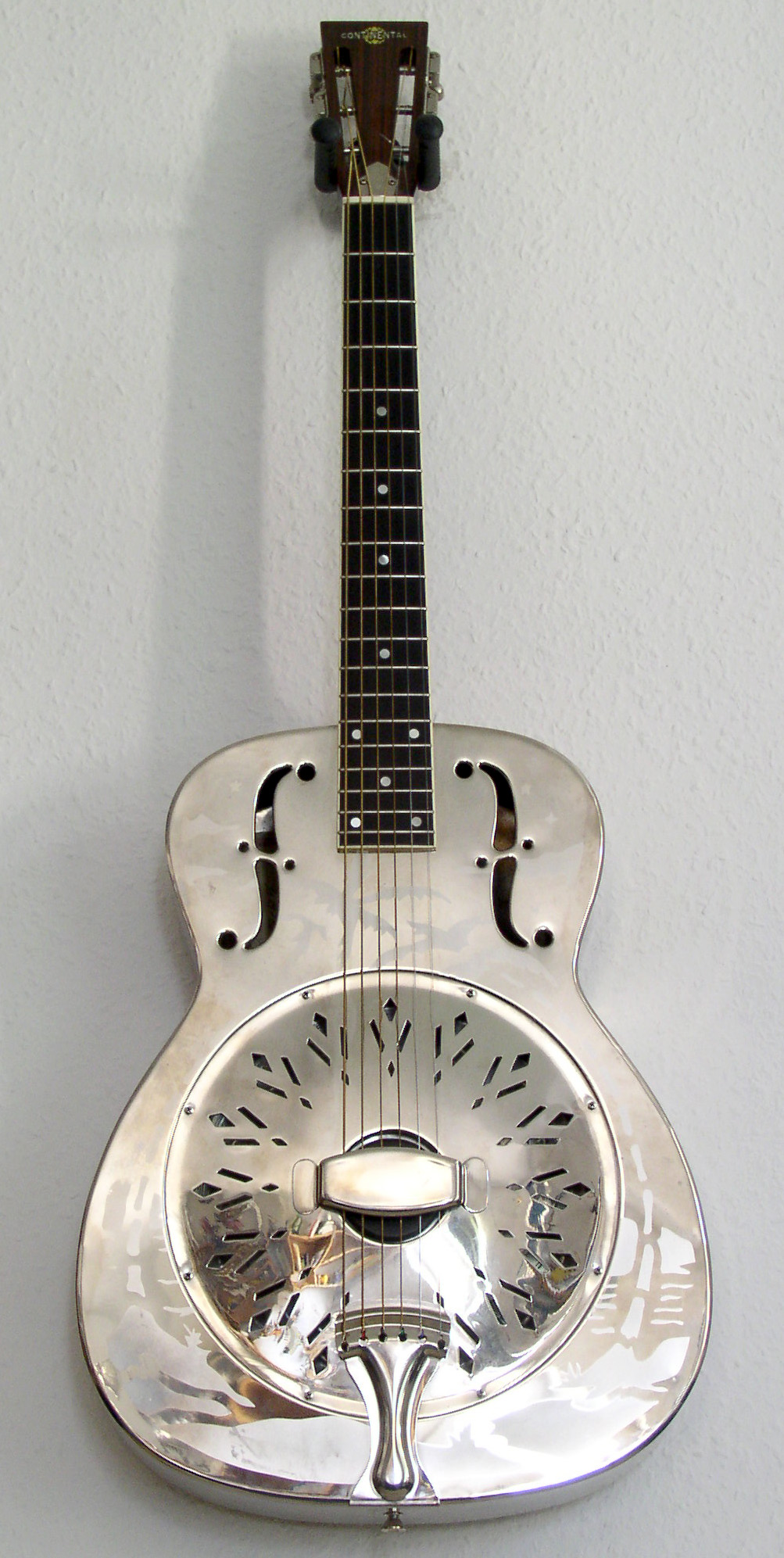
Dobro amb taula harmònica metàl·lica. El pont va sobre el centre de la cúpula ressonadora. Les cordes van subjectes a un cordal (no transmeten cap moment flector). Les obertures són dos forats en forma de lletra f
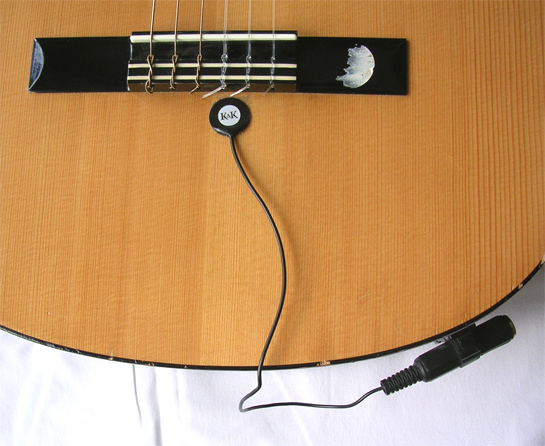
Detall del pont d'una guitarra clàssica. Les cordes s'hi nuen i transmeten moment flector.
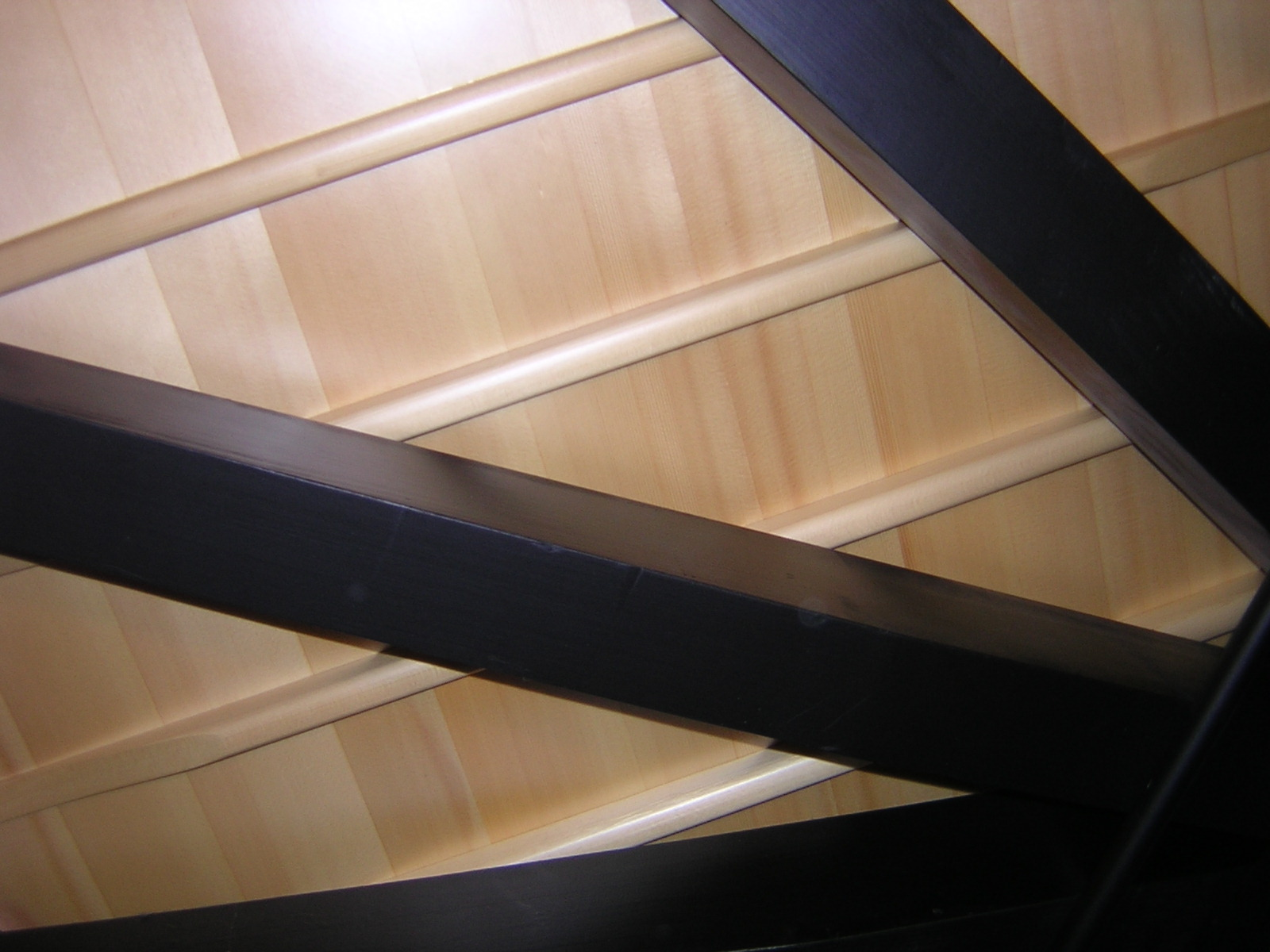
Vista inferior d'un piano, mostrant la taula harmònica i alguns reforços.
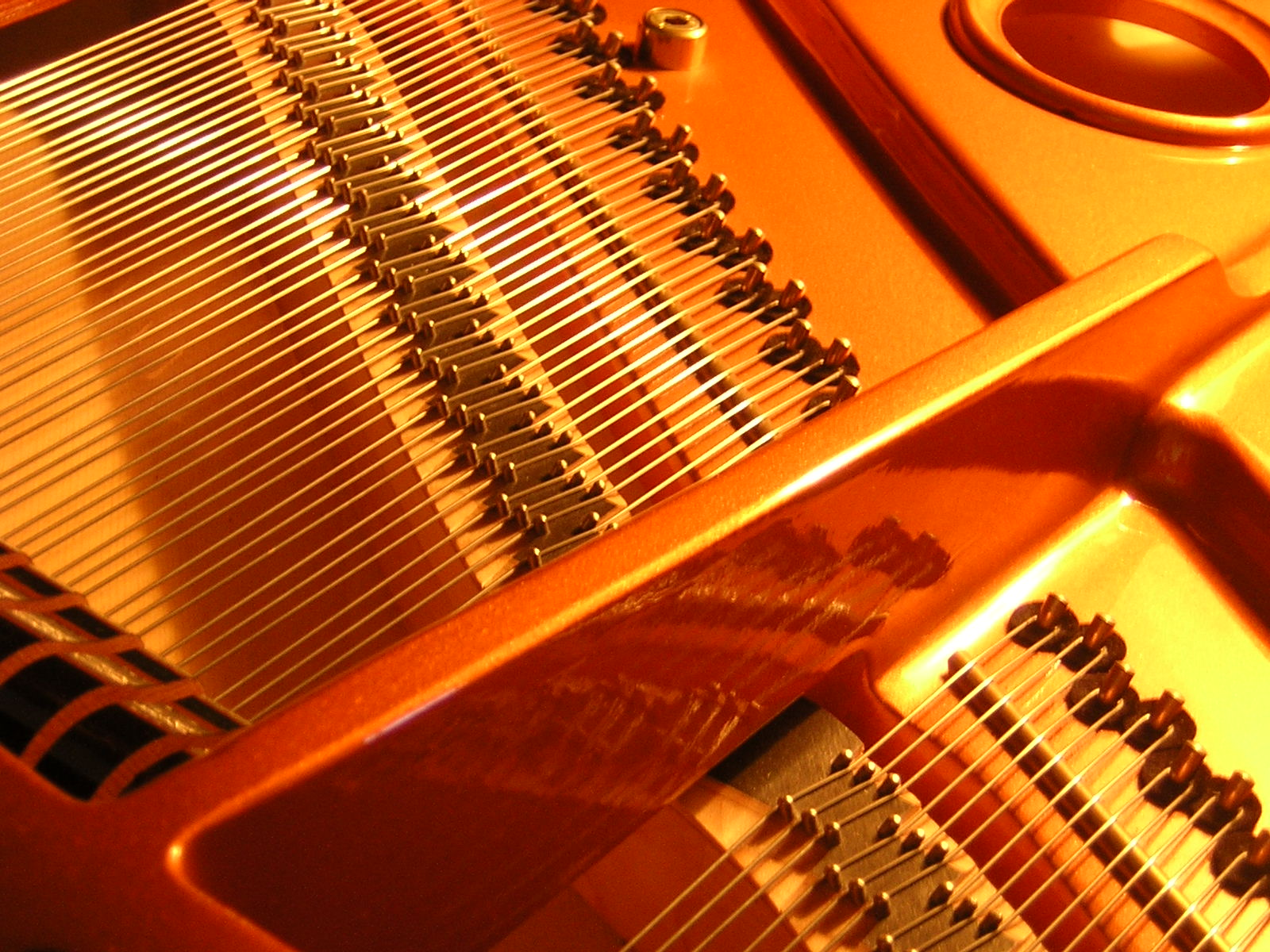
Detall de les cordes d'un piano. les cordes transmeten el so mitjançant dos pius units a un pont (cada corda fa una ziga-zaga entre els dos pius).

## Disposició
La taula harmònica es disposa de forma paral·lela a la direcció i al pla de les cordes en la majoria dels instruments, i només de forma "perpendicular" al pla que determinen les cordes en el cas de les arpes. És plana pràcticament en tots els instruments occidentals, excepte en els de corda fregada i amb mànec.
A part de la funció de transmissió de la vibració en forma d'ones sonores, la taula harmònica té altres funcions. També suporta la tensió a què estan sotmeses les cordes per a poder vibrar. Per això, cal que estigui feta d'un material que a la vegada que sigui apte per a vibrar bé, sigui resistent. Sovint, en el cas de les cítares i dels instruments de teclat (que en definitiva segueixen també el patró estructural de les cítares), aquesta taula es reforça per sota amb costelles que no sols la reforcen sinó que contribueixen a la transmissió correcta del so.

## Obertures
Per tal d'optimitzar aquesta transmissió del so, la tapa harmònica de molts instruments presenta una o diverses obertures: una o més obertures circulars, ja siguin centrals, laterals o distribuïdes per tota la taula harmònica, en forma de f (com en la família del violí), o en forma de c (cas de la viola d'arc).

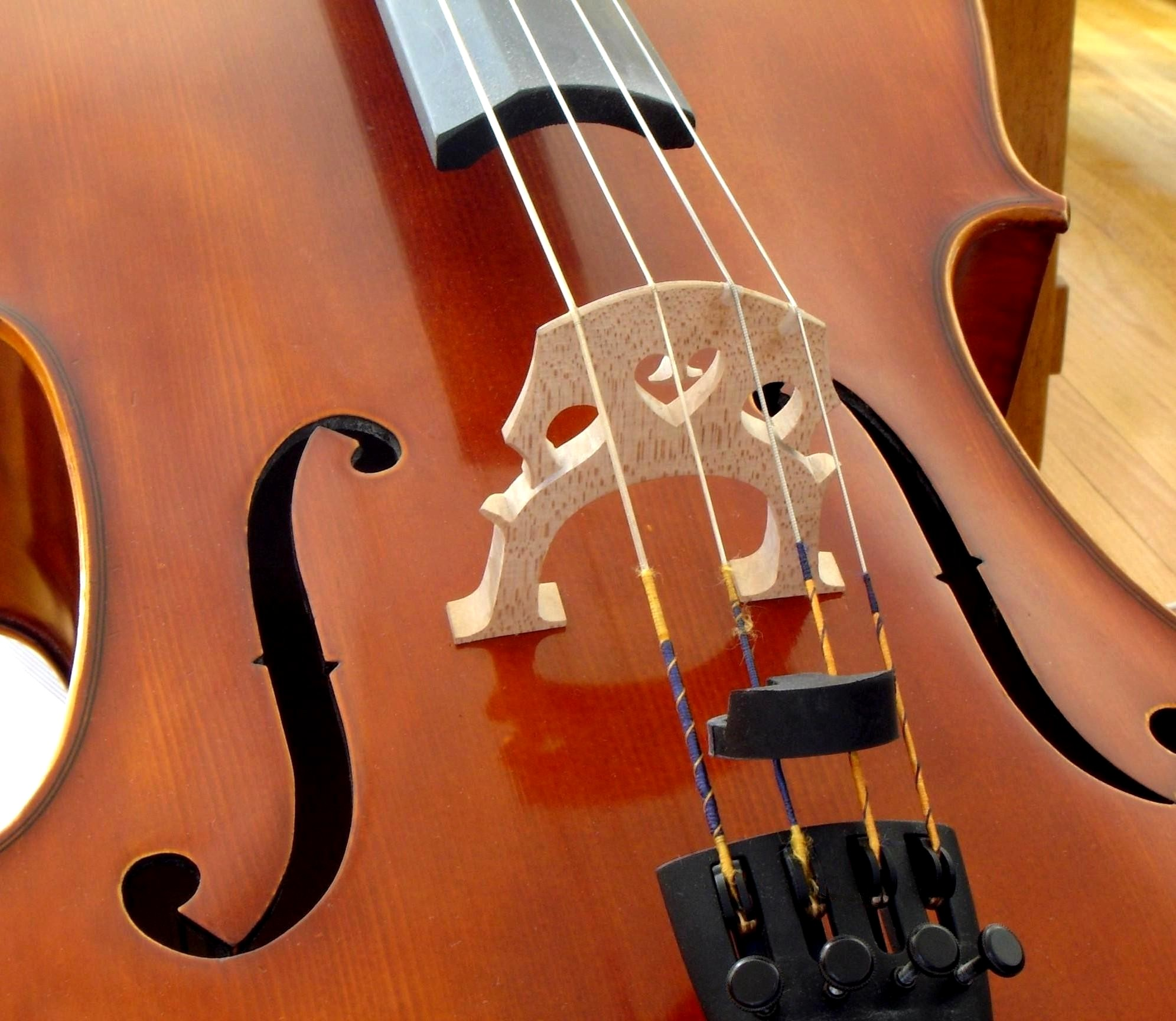
Violoncel. Detall del pont i del cordal. Obertures en f.
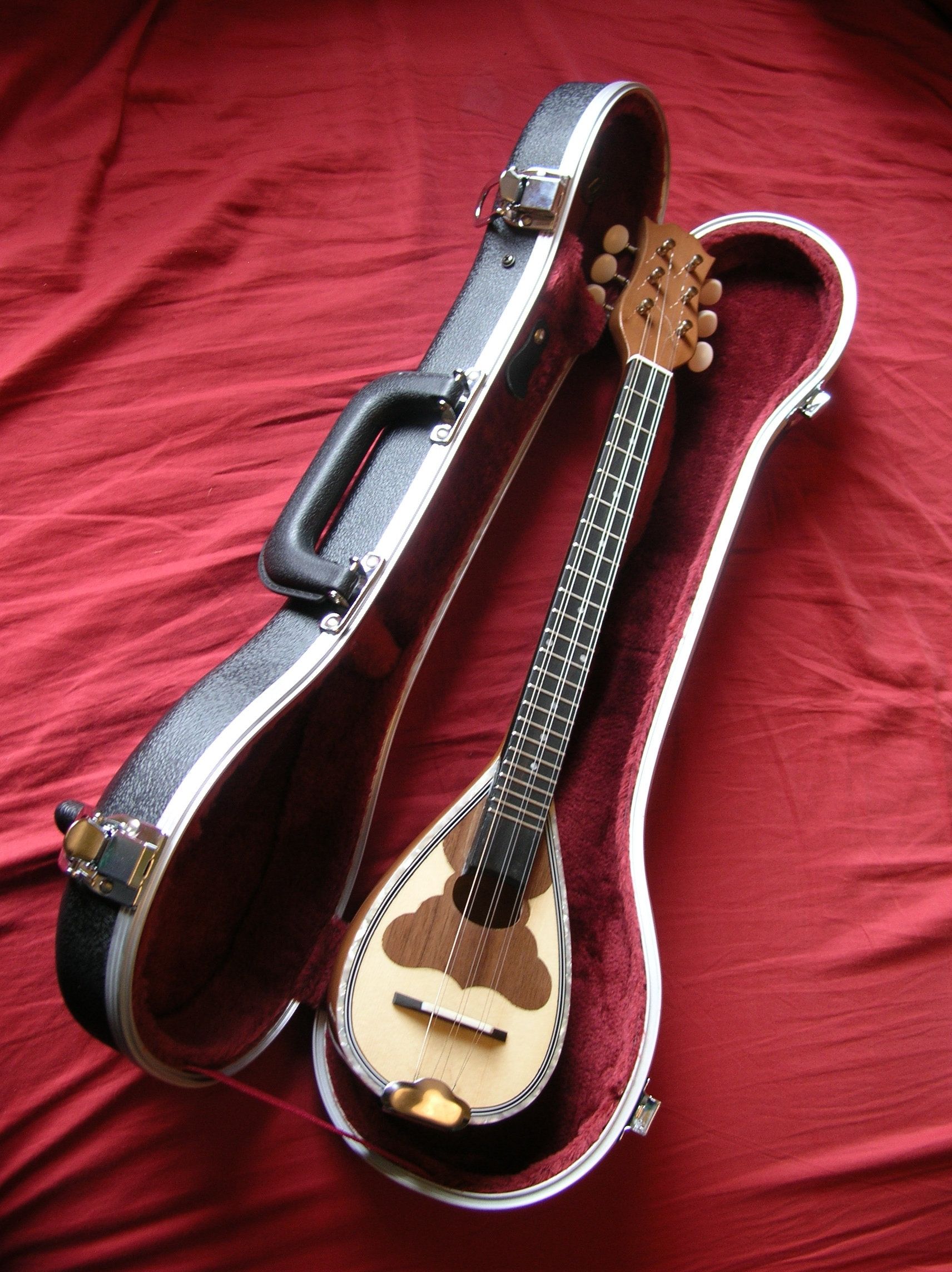
Baglamas. Cordes amb cordal. Obertura gairebé circular.
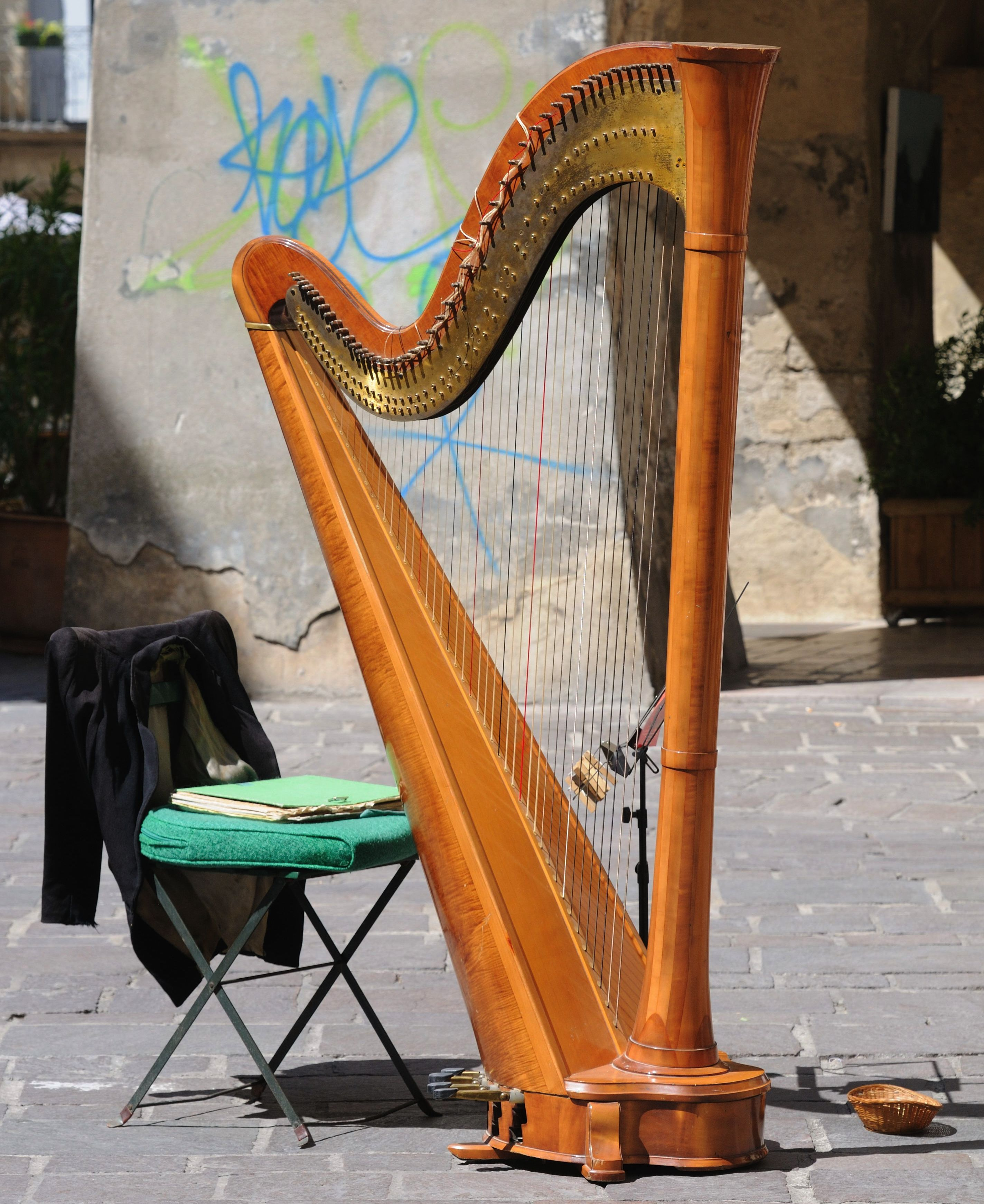
Arpa.
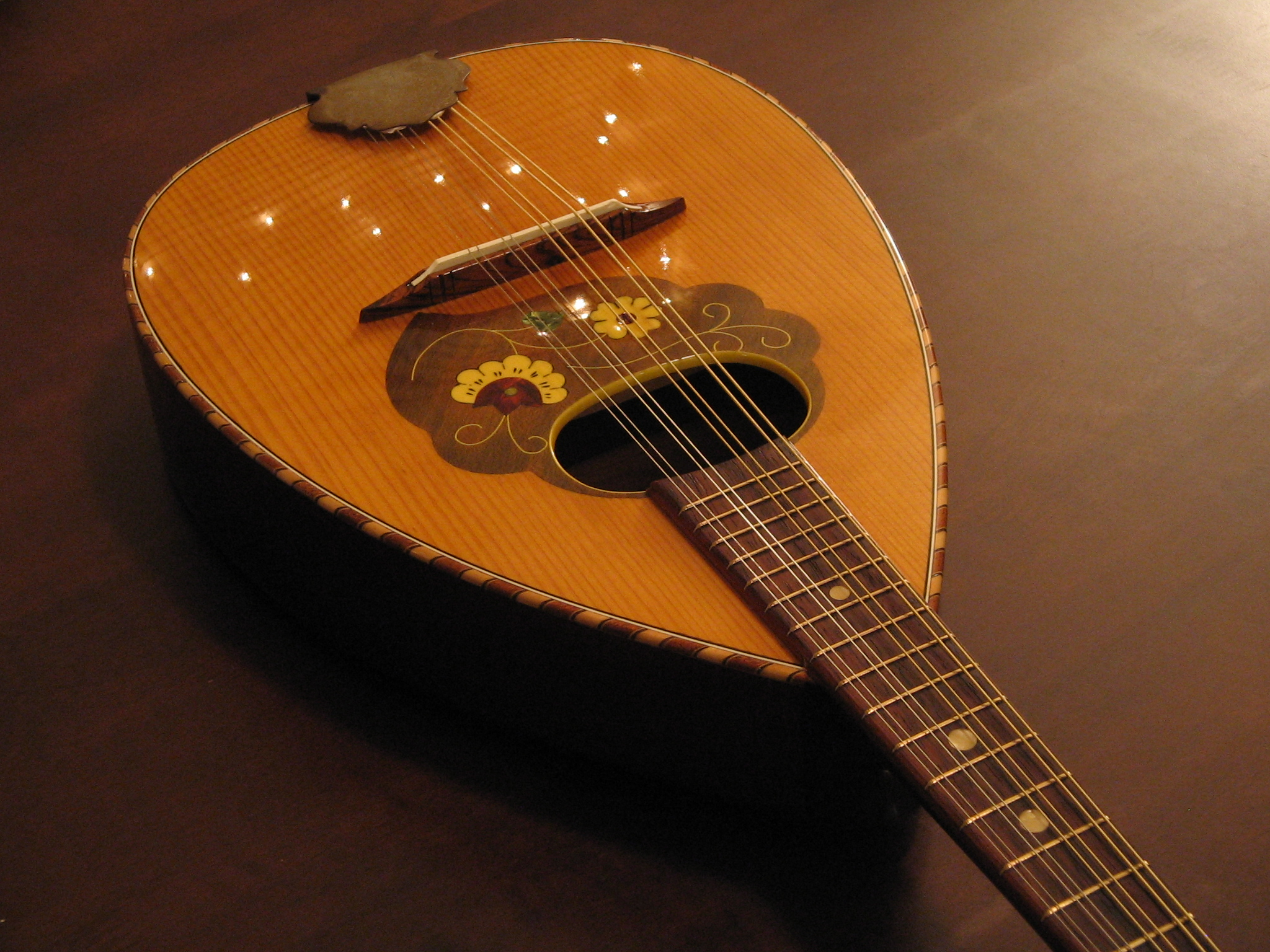
Mandolina. Cordes amb cordal. Obertura gairebé el·líptica.

## Forma general
En la majoria de casos, la forma de la taula harmònica determina en bona part el perfil general de l'instrument (excepte en la part del mànec o coll en els de la família dels llaüts i en les arpes. En el cas de les cítares, la forma ve donada en bona part pel fet que l'instrument conté cordes de llargades diferents que puguin produir sons d'altura diferent. En el cas dels instruments amb coll (llaüts de corda fregada i de corda pinçada), la forma ve donada per les necessitats i conveniències per a poder tocar totes les cordes; així, per exemple, la cintura de la taula harmònica del violoncel o de la viola d'arc és la que permet que l'arc pugui agafar la inclinació necessària per tocar les cordes extremes.

## Decoració
Finalment, la taula harmònica servia, en alguns instruments, per a posar-hi una decoració que contribuís a fer de l'instrument un objecte bell i de valor. Així, era habitual que la roseta dels llaüts del barroc es decoressin amb elaborats treballs de marqueteria. En els clavicèmbals, amb la taula harmònica amagada, les que es pintaven sovint eren les tapes amb motius florals o animals, seguint la tendència plàstica de cada moment.

## Semblança amb un altaveu

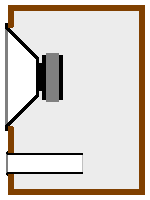
Croquis que representa un altaveu reflex.

Instruments com la guitarra clàssica o el violí, s'assemblen molt a un altaveu dels anomenats reflex. Un altaveu consta de:
- caixa
- membrana vibratòria
- obertura (d'un cert diàmetre o superfície i d'una certa llargària, formant una mena de coll)

### Funcionament de l'altaveu
- La caixa serveix d'estructura a tot el conjunt i defineix un volum gairebé tancat del tot.
  - La caixa transforma un emissor dipolar (avant i enrere) en un emissor monopolar.[7]
  - La caixa i l'obertura funcionen com un ressonador de Helmholtz, amb una freqüència preferent de vibració
- La membrana vibratòria emet ones sonores avant i enrere. Les ones que van endavant, són emeses cap a l'exterior. Les ones que van cap enrere es reflecteixen dins de la caixa i surten per l'obertura frontal.

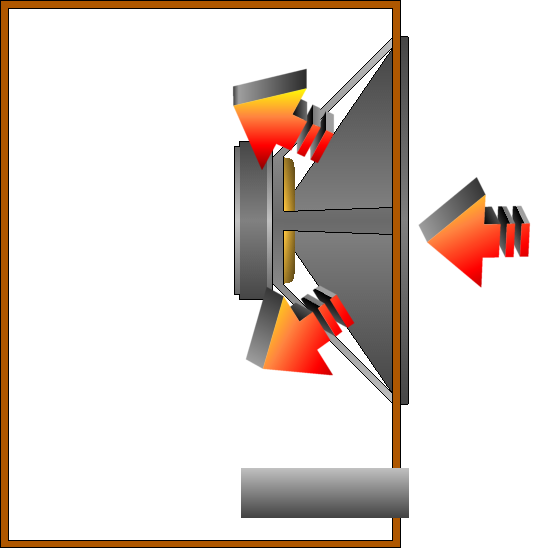
Fase 1. La membrana va cap a l'esquerra. Les ones sonores van cap a l'esquerra. Cap a l'interior de la caixa de l'altaveu.
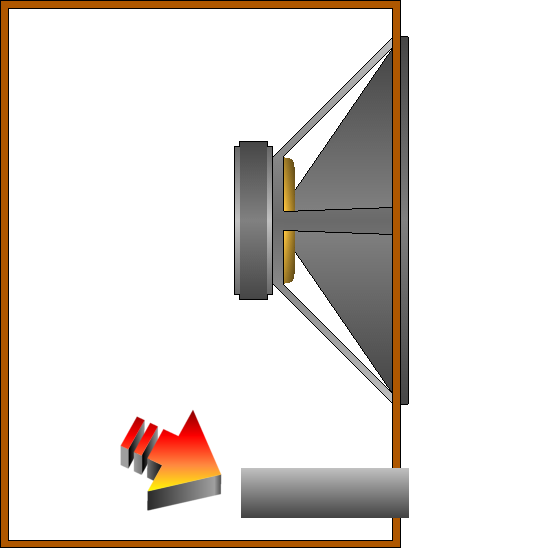
Fase 2. Les ones reboten en el fons de la caixa.
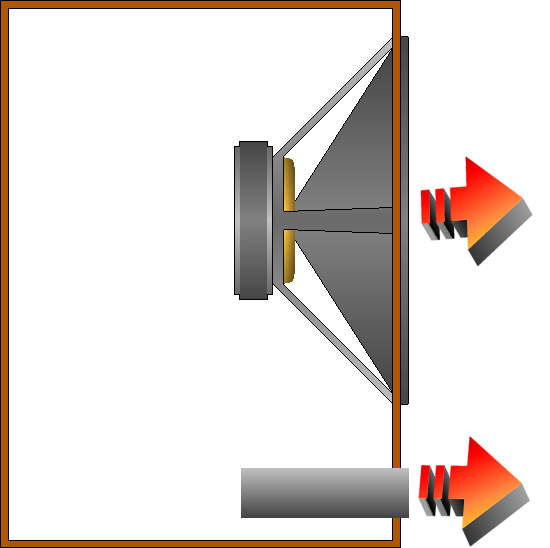
Fase 3. La membrana va cap a la dreta. Les ones de la membrana i les "reflectides" van cap a la dreta "sincronitzades". Imitant un emissor monopol.

### Guitarra, violí i similars
En l'exemple simplificat de funcionament d'un altaveu, els paràmetres fonamentals són: volum de la caixa, superfície del forat i llargària de l'obertura.

## Física d'una taula harmònica

### Forma real

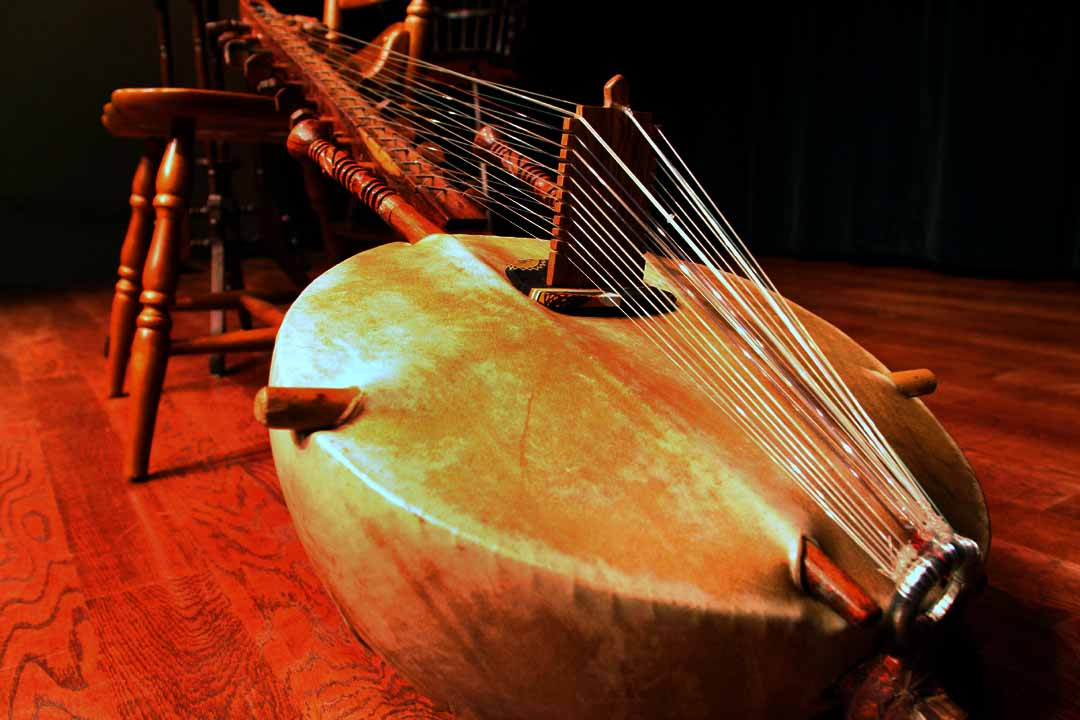
Kora, amb la taula harmònica de cuir

Una taula harmònica és una peça tridimensional (amb un cert volum) de gruix relativament petit. En aquest sentit es pot assimilar i descriure con una superfície. La forma exterior és característica per a cada instrument i depèn de les necessitats tècniques i acústiques (i, també, de la tradició).
- El gruix pot ser constant o variable.
- Abans de muntar la taula harmònica en l'instrument (sense tensions inicials), la taula pot ser plana o presentar una certa curvatura (longitudinal i transversal).
- Pot disposar de reforços addicionals

#### Exemples
- En un piano de cua la taula harmònica no es veu amb facilitat. Està per sota de les cordes, situada horitzontalment i amb un perfil exterior que segueix la forma de la caixa del piano. Presenta una curvatura cap amunt, per a resistir millor la pressió de les cordes. Té reforços inferiors: unes barres de secció rectangular que determinen la curvatura final indicada.[8]
- En els violins, violes, violoncels i similars la taula harmònica té una forma característica (semblant a un vuit). Les dimensions finals s'obtenen rebaixant una peça massissa (formada per dues parts simètriques encolades), amb un gruix variable determinat pel lutier.
- Hi ha guitarres acústiques, amb ressonadors exteriors (de l'estil dels dobros) o sense, que tenen la taula harmònica formada a partir d'una planxa metàl·lica prima.

### Sistemes de fixació
Amb l'instrument en disposició de fer música, la taula harmònica va fixada per la perifèria. Hi ha dos sistemes de fixació.

#### Fixació mecànica
En instruments com el banjo, la taula harmònica és una membrana molt prima de pell o una làmina sintètica. La fixació és del tipus mecànics, amb un sistema de tensió adequat.

#### Fixació per adhesiu
En violins, guitarres i instruments similars, la taula harmònica va encolada a la caixa de ressonància (concretament a les riscles).

### Tensió inicial

#### Abans de posar les cordes
Hi ha diferents casos possibles:
- en banjos i similars la membrana està tensada
- en violins i similars no hi ha tensió inicial
  - algunes guitarres estan construïdes com els violins.[9]
- en les guitarres típiques, la taula harmònica adopta una forma corbada (amb la tensió de flexió corresponent) provocada per l'encolat del pontet (que té una certa curvatura) i de les costelles i barres de reforç (que tenen o poden tenir una certa curvatura).[10]
  - en el cas anterior, la taula harmònica (plana abans de ser encolada) es deforma seguint la curvatura de les peces de reforç.
  - la forma típica (en forma de volta lleugerament corbada) ajuda a resistir la pressió de les cordes que serà exercida posteriorment

#### Amb les cordes instal·lades i tensades

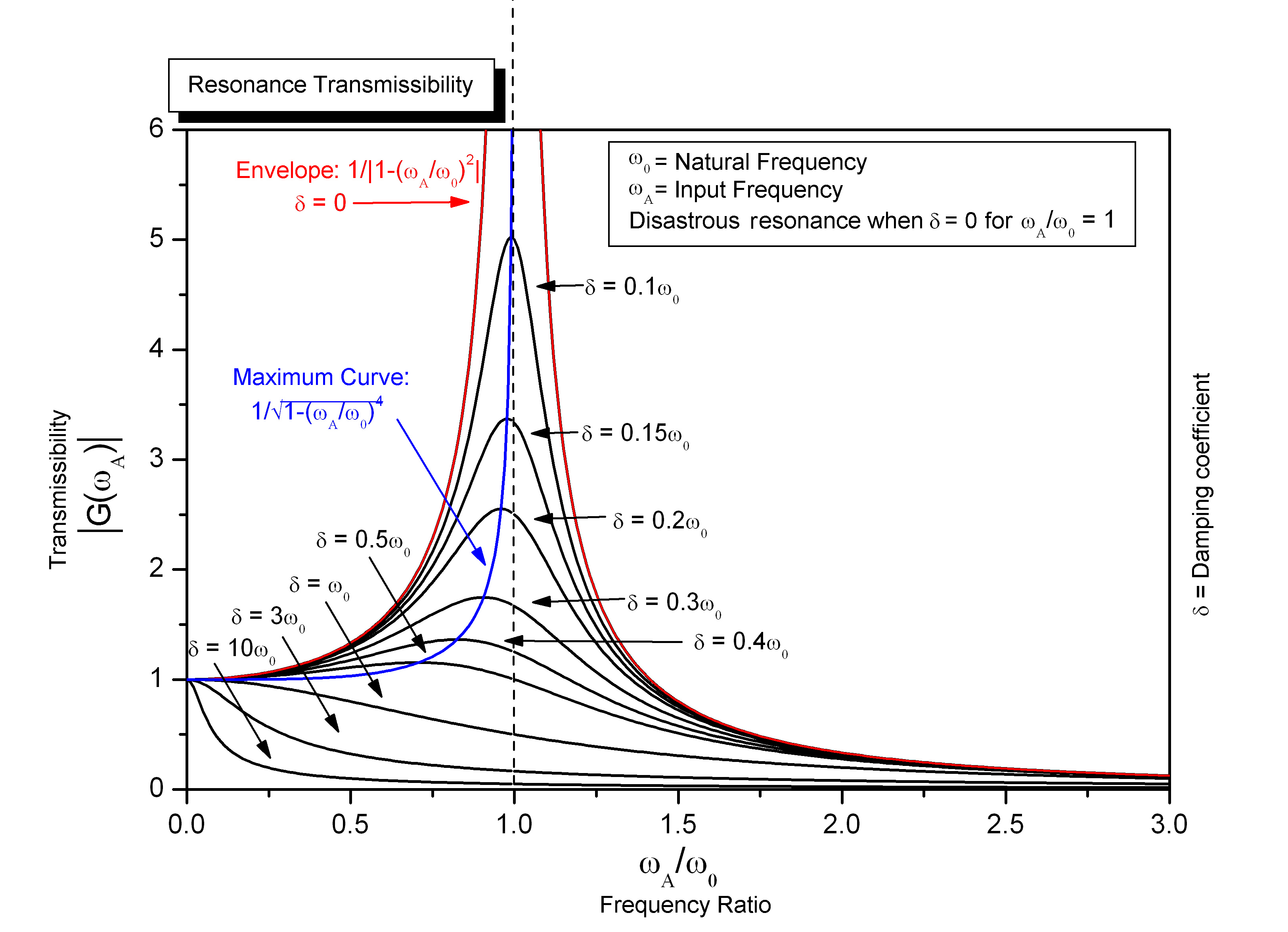
Resposta sonora.

En un instrument completament acabat, en instal·lar les cordes i tensar-les (segons l'afinació correcta), hi ha unes forces addicionals que ha de resistir la taula harmònica.
- En els casos que hom empra cordal, la tensió de les cordes és transmet (principalment) al cordal. En aquest cas. si l'angle que formen les cordes amb el pont és petit, la força perpendicular al pontet és relativament petita.
- En les guitarres clàssiques, les cordes van lligades al pont. Aquest pont ha de resistir la tensió de les cordes. La tensió d'una corda, multiplicada per l'alçaria del pont (de la seva celleta) sobre la taula harmònica provoca un moment flector.
  - La tensió d'una corda de niló afinada és de l'ordre de set quilos (7 kg). En una guitarra de sis cordes la força directa total sobre el pont és de l'ordre 40 kg.[11]
  - Les cordes de metall cal afinar-les amb tensions més grans. De l'ordre del doble de les de niló.[12]

### Modes de vibració
Les vibracions de la taula harmònica d'un instrument musical són un cas particular de les vibracions d'un sòlid elàstic en general. Quan l'objectiu és fer música (amb un so potent i agradable) el que cal avaluar és la resposta (freqüencia natural i modes de vibració) de cada taula harmònica en particular.

#### Tambor
Un dels casos més senzills és el de la pell d'un tambor. De forma circular, de gruix constant, fixada perifèricament i sota tensió uniforme. Vegeu Vibració d'una membrana circular
- La pell d'un banjo tindria uns modes de vibració relativament semblants.

#### Guitarra
La tapa harmònica d'una guitarra pot vibrar (i vibra, quan sona) de maneres molt diferents (diferents modes de vibració). Hi ha estudis detallats sobre diversos models de guitarra.

## Resposta sonora
En un instrument acabat i afinat, el que interessa és que la potència de sortida (resposta sonora) sigui tan gran com sigui possible i que aquesta resposta sigui equilibrada en tota la gamma de freqüencies. En aquest sentit, la part o peça més important és la taula harmònica. Però també és molt important la cambra de ressonància. Les dimensions de l'obertura determinen, en part, la freqüencia natural de la cambra de ressonància. En la pràctica, els constructors segueixen la tradició i no acostumen a alterar gaire els dissenys clàssics.